# Hussaini Dalan

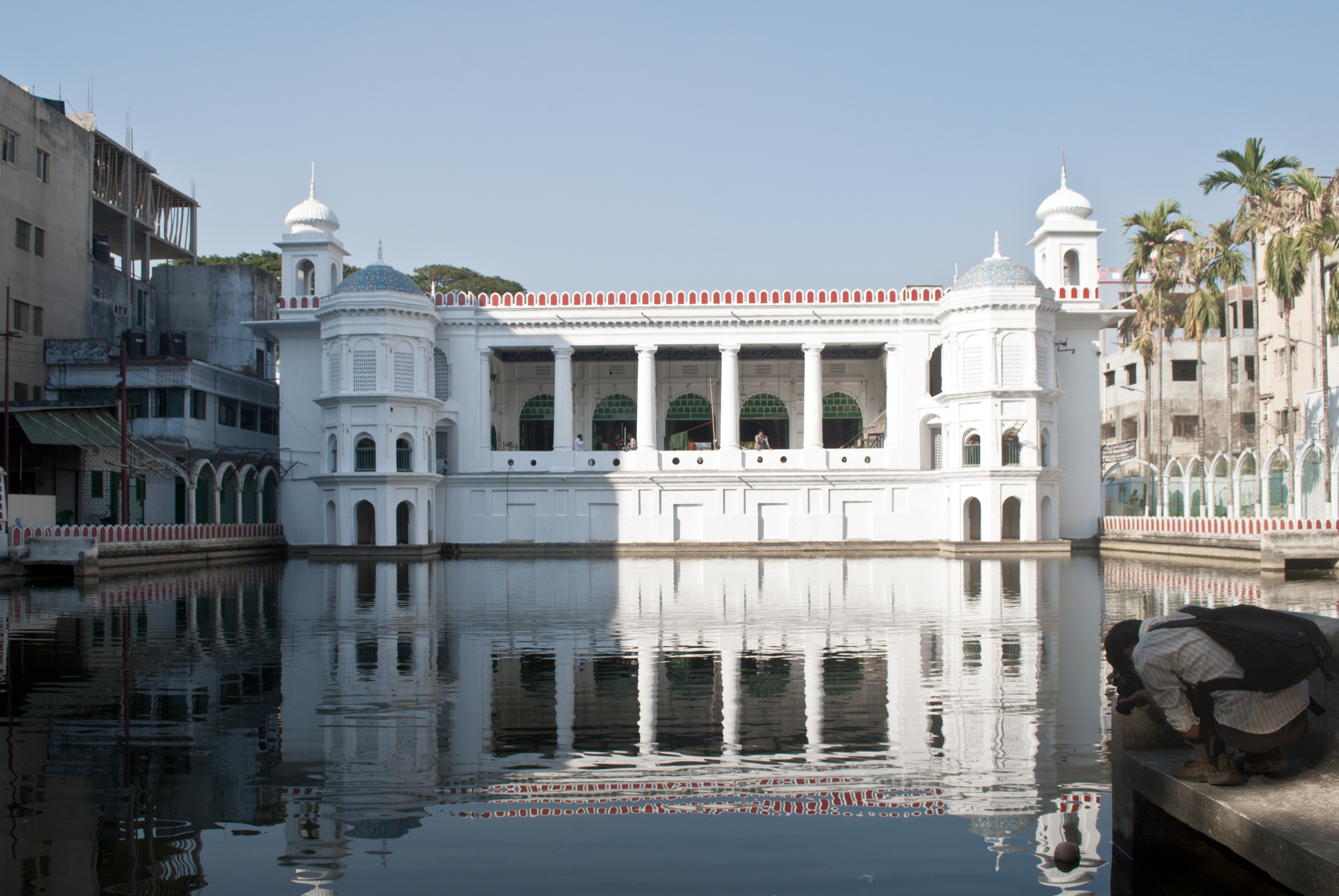
Południowa fasada Hussaini Dalan

Hussaini Dalan – pałac imama szyickiego w Dhace, stolicy Bangladeszu. Został wzniesiony w połowie XVII w., za panowania Mogołów. Był miejscem organizowania medżlisów oraz spotkań odbywających się w miesiącu muharram (przez pierwsze 10 dni tego miesiąca odbywa się zgromadzenie upamiętniające męczeństwo Husajna, wnuka proroka Mahometa).